# Ромменс, Тюр
Тюр Ро́мменс (нидерл. Tuur Rommens; род. 26 марта 2003, Тюрнхаут, Фламандский регион) — бельгийский футболист, защитник клуба «Вестерло».

## Клубная карьера
Ромменс — воспитанник клубов «Званевен», «Вестерло» и «Генк». 27 октября 2021 года в поединке Кубка Бельгии против «Сент-Элуа-Винкель» дебютировал за основной состав последних. 16 декабря в матче против «Шарлеруа» он дебютировал в Жюпиле лиге.